# Російський державний університет фізичної культури, спорту, молоді та туризму
Російський державний університет фізичної культури, спорту, молоді та туризму заснований 29 травня 1918 року в Москві як Московський інститут фізичної культури.

## Історія
Ідея створення навчального закладу виникла у дружини Володимира Бонч-Бруєвича, Віри Михайлівни Бонч-Бруєвич (Величкіна) (1868—1918), яка після Жовтневої революції з 20 грудня 1917 року організувала і очолила шкільно-санітарний відділ Народного комісаріату освіти (Наркомосу). Її пропозицію підтримав перший нарком освіти Анатолій Луначарський. Він рекомендував розмістити інститут в експропрійованому радянською владою палаці графа Розумовського на Горохівській вулиці (нині вулиця Казакова).
29 травня 1918 року був відкритий Московський інститут фізичної культури. Його першим ректором був затверджений фахівець зі шкільної гігієни і фізичного виховання доктор наук (1903), професор (1918) Варнава Юхимович Ігнатьєв. В інституті він керував кафедрою шкільної гігієни.
Інститут почав свою роботу в роки громадянської війни і іноземної інтервенції.
Оголошення про перший набір слухачів на річний прискорений курс в інституті фізичної культури було опубліковано в газеті «Известия» 24 серпня 1918 року. До приймальної комісії інституту надійшло 317 заяв, в тому числі 117 — від чоловіків і 200 — від жінок. На перший курс було зараховано 32 особи, в основному педагоги і лікарі з різних губерній. Перші заняття в інституті почалися 1 жовтня 1918 року.
1 грудня 1920 року лідер Радянського Держави Володимир Ленін підписав затвердження Державного інституту фізичної культури як вищого «навчального закладу Народного комісаріату охорони здоров'я». Московський інститут фізичної культури отримав статус Центрального інституту (ДЦІФК).
У 1960-х роках для навчальних заняття за проектом архітектора Б. М. Йофана добудували стадіон в Ізмайлові, закладений ще на початку 1930-х років як Центральний стадіон СРСР імені І. В. Сталіна.
З 1968 року по 1970 рік Інститут переїжджав до нового будинку на Лавандовому бульварі.

### Назви
- з 1918 р. — Московський інститут фізичної культури.
- з 1920 р. — Державний центральний інститут фізичної культури (ДЦІФК).
- з 1934 р. — Державний центральний ордена Леніна інститут фізичної культури (ДЦОЛІФК).
- з 1937 р. — Державний центральний ордена Леніна інститут фізичної культури імені І. В. Сталіна (ДЦОЛІФК ім. І. В. Сталіна).
- з 1961 року — Державний центральний ордена Леніна інститут фізичної культури (ДЦОЛІФК).
- з 1993 р. — Російська державна академія фізичної культури (РДАФК).
- з 2003 р. — Російський державний університет фізичної культури, спорту і туризму (РДУФК)[3] .
- з 2006 р. — Російський державний університет фізичної культури, спорту і туризму (РДУФКСіТ).
- з 2011 р. — Російський державний університет фізичної культури, спорту, молоді та туризму (ДЦОЛІФК). Найчастіше використовується скорочена назва РДУФКСМіТ.

## Студенти
За час діяльності університету було підготовлено понад 60 тисяч фахівців вищої кваліфікації, в тому числі близько 5 тисяч іноземних фахівців з 115 країн світу. Серед його студентів і випускників 172 олімпійських чемпіона, чемпіони Європи та світу. У їх числі Павло Колобков, Євгенія Медведєва, Ілля Ковальчук, Лев Яшин, Ірина Родніна, Валерій Харламов, Світлана Журова, Павло Буре, Олександр Овечкін, Дмитро Буликін, Дмитро Сичов, Дмитро Носов, Аделіна Сотникова, Юлія Липницька, Алія Мустафіна, Ірина Кисельова, Олексій Хапланов і багато інших.

## Підрозділи
В університет входять кілька інститутів, Центральна Олімпійська академія, Музей історії спорту, видавництво. Він включає в себе 43 кафедри, магістратуру, аспірантуру і докторантуру. Спортивні споруди університету — 14 спортивних залів, легкоатлетичний манеж, 3 тири, крита ковзанка, футбольний стадіон, 10 тенісних кортів, плавальний басейн, Універсальний спортивно-видовищний комплекс (УСЗК), Академія спортивних і прикладних єдиноборств (Аспе).

### Філії
Університет має філію в Іркутську.

## Нагороди
У 1934 році інститут був нагороджений орденом Леніна. У 1988 році йому присуджено Міжнародний диплом ЮНЕСКО за внесок у розвиток фізичної культури і спорту.